# Jordan Schlansky
Jordan Schlansky (11 aprile 1973) è un produttore televisivo e personaggio televisivo statunitense di origini polacche.
È noto principalmente per la sua associazione con Conan O'Brien, del quale ha prodotto i talk show Late Night with Conan O'Brien e Conan. Schlansky è anche conosciuto per le sue apparizioni comiche nei programmi di O'Brien, dove spesso interpreta se stesso come un personaggio eccentrico e sarcastico. È diventato un personaggio cult tra i fan di O'Brien e della comicità in generale.

## Giovinezza
Schlansky crebbe a Long Island, New York. La sua famiglia è di discendenza polacca. Si laureò presso la State University of New York at Buffalo.

## Carriera
Nel 1994 cominciò a lavorare presso la NBC al programma Late Night with Conan O'Brien. Dopo varie promozioni, divenne produttore associato ed accompagnò O'Brien a Los Angeles per produrre The Tonight Show with Conan O'Brien. Anche se Schlansky fece qualche cameo nel programma fin dal 1995, fu solo nel 2008 durante lo sciopero degli sceneggiatori che O'Brien organizzò un'intervista improvvisata a Schlansky che generò un segmento fisso all'interno del programma. La buona dinamica tra i due vide Schlansky e O'Brien coinvolti in siparietti comici e viaggi in varie località del mondo come Italia, Giappone ed Argentina. Durante l'ultima settimana di messa in onda del Late Night with Conan O'Brien, O'Brien, scherzando, parlò del suo rapporto lavorativo con Schlansky durato 26 anni e disse: "Non ho ancora idea di cosa faccia per il mio spettacolo." A partire dal dicembre 2023, O'Brien e Schlansky conducono The Conan & Jordan Show sulla stazione radiofonica Conan O'Brien Radio Sirius XM.

## Vita privata
Appassionato di Star Wars fin da bambino, Schlansky è fermamente convinto che la saga di Guerre stellari sia la "più grande storia mai raccontata." La sua conoscenza in materia gli ha fatto guadagnare il titolo di "esperto fisso di Star Wars al Late Night with Conan O'Brien".

## Produzione

### Televisione
- Late Night with Conan O'Brien: 10th Anniversary Special (2003) – produttore associato
- Late Night with Conan O'Brien: The Best of Triumph the Insult Comic Dog (2004) – produttore, direttore di produzione
- Late Night with Conan O'Brien (2003–2009) – produttore associato
- The Tonight Show with Conan O'Brien (2009–2010) – produttore
- Conan (2010–2020) – produttore associato
- Conan O'Brien Must Go (2024–presente) – produttore e ispettore di produzione

### Radio
- The Conan & Jordan Show (2023–presente) – co-conduttore

## Premi e candidature
| Anno | Titolo                      | Categoria premio | Risultato  |
| ---- | --------------------------- | ---------------- | ---------- |
| 2007 | The Office: The Accountants | Daytime Emmy     | Vinto      |
| 2007 | Pale Force                  | Daytime Emmy     | Nomination |
| 2024 | Conan O'Brien Must Go       | Primetime Emmy   | Nomination |